# 名古屋市立東丘小学校
名古屋市立東丘小学校（なごやしりつ ひがしがおかしょうがっこう）は、愛知県名古屋市緑区鳴海町有松裏にある公立小学校。

## 沿革
- 1959年（昭和34年） - 鳴海町立東丘小学校として開校[1]。
- 1963年（昭和38年） - 合併に伴い、名古屋市立東丘小学校と改称[1]。
- 1971年（昭和46年） - 大将ヶ根において分校設立[1]。
- 1973年（昭和48年） - 分校が名古屋市立太子小学校として独立[1]。
- 1999年（平成11年） - ひかり学級開設[1]。

## 通学区域
- 全域が名古屋市緑区に含まれる。
  - 有松[2]
  - 姥子山一丁目・同二丁目[2]
  - 姥子山三丁目（一部）[2]
  - 尾崎山二丁目[2]
  - 太子一丁目（一部）[2]
  - 鳥澄三丁目（一部）[2]
  - 鳴海町字有松裏[3]
  - 鳴海町字姥子山[3]
  - 鳴海町字尾崎山[3]
  - 鳴海町字御茶屋（一部）[3]
  - 鳴海町字大将ヶ根[3]
  - 鳴海町字蛸畑[3]
  - 鳴海町字細根（一部）[3]
  - 鳴海町字明願[3]
  - 鳴海町字米塚[3]

## 進学先
- 名古屋市立東陵中学校[4]

## 著名な出身者
- 奥ゆり（ファッションモデル、タレント）